# Alexeï Beliakov
Pour les articles homonymes, voir Beliakov.
Alexeï Beliakov (en russe : Алексей Степанович Беляков, Alekseï Stepanovitch Beliakov) (né en 1917 – mort en 1971) est un diplomate et ambassadeur de l'Union soviétique en Finlande de 1970 à 1971 et le leader de la section  Européenne du Parti communiste de l'Union soviétique.